# Luftflotte 5
Die Luftflotte 5 (abgekürzt Lfl. 5) war eine am 12. April 1940 aufgestellte Luftflotte der Luftwaffe der Wehrmacht, die während des Zweiten Weltkriegs in Nordeuropa eingesetzt wurde und bis September 1944 bestand.

## Geschichte
Die Luftflotte 5 wurde am 12. April 1940 in Hamburg unter dem Befehl von Generaloberst Erhard Milch aufgestellt und anschließend ins norwegische Oslo verlegt, das zuvor im Zuge des Unternehmens Weserübung besetzt worden war. Am 9. Mai des gleichen Jahres übernahm General der Flieger Hans-Jürgen Stumpff die Luftflotte. Neben Angriffen auf Schiffsziele nahm die Luftflotte auch an der Luftschlacht um England im Spätsommer und Herbst 1940 teil. Der größte Einzeleinsatz fand dabei am 15. August statt.
Nach dem Angriff auf die Sowjetunion im Juni 1941 kam als neue Aufgabe die Unterstützung der deutsch-finnischen Heeresverbände an der Lappland- und Karelienfront sowie die Bekämpfung der alliierten Nordmeergeleitzüge hinzu. Im September 1944 wurde die Luftflotte mit dem Luftgaukommando Norwegen zusammengelegt und in Kommandierender General der Deutschen Luftwaffe in Norwegen umbenannt.

## Führung
| Oberbefehlshaber                  | von               | bis                |
| --------------------------------- | ----------------- | ------------------ |
| Generaloberst Erhard Milch        | 12. April 1940    | 9. Mai 1940        |
| Generaloberst Hans-Jürgen Stumpff | 10. Mai 1940      | 6. November 1943   |
| Generalleutnant Josef Kammhuber   | 20. November 1943 | 16. September 1944 |

| Chef des Generalstabs           | von              | bis                |
| ------------------------------- | ---------------- | ------------------ |
| Generalleutnant Helmuth Förster | 16. April 1940   | Juli 1940          |
| Generalmajor Gerhard Bassenge   | 1. August 1940   | 4. Oktober 1940    |
| Generalmajor Andreas Nielsen    | 20. Oktober 1940 | 31. Dezember 1943  |
| Oberst Ernst Kusserow           | 1. Januar 1944   | 16. September 1944 |

## Unterstellte Verbände
| 10. Mai 1940 (Dänemark, Norwegen) Westfeldzug                | direkt unterstellt                                          | Wettererkundungsstaffel 5 |
| 10. Mai 1940 (Dänemark, Norwegen) Westfeldzug                | X. Fliegerkorps                                             | II./Kampfgeschwader 26; I./Kampfgeschwader 40; 2./Zerstörergeschwader 76; II./Jagdgeschwader 77; Kampfgruppe z.b.V. 108; Wetterstaffel-Kette X. Fliegerkorps |
| 10. Mai 1940 (Dänemark, Norwegen) Westfeldzug                | Fliegerführer Stavanger                                     | I./Zerstörergeschwader 76; 4./Jagdgeschwader 77; 1./Fernaufklärungsgruppe 122; 3./Fernaufklärungsgruppe Ob.d.L; 1./Küstenfliegergruppe 106 |
| 10. Mai 1940 (Dänemark, Norwegen) Westfeldzug                | Fliegerführer Trondheim                                     | I. und III./Kampfgeschwader 26; III./Kampfgeschwader 3; Küstenfliegergruppe 506; I./Sturzkampfgeschwader 1; 1./Fernaufklärungsgruppe 20 |
| 10. Mai 1940 (Dänemark, Norwegen) Westfeldzug                | Luftgau-Kommando Norwegen                                   | Luftgau-Nachrichten-Regiment Norwegen; Flugbereitschaft/Luftgau-Kommando Norwegen; Flughafenbereichs-Kommando 20./III; Flughafenbereichs-Kommando 21./III; Flughafenbereichs-Kommando 22./III; Flughafenbereichs-Kommando 23./III; Flughafenbereichs-Kommando 24./III; Flughafenbereichs-Kommando 25./III; Flughafenbereichs-Kommando 26./III                                                                  |
| 13. August 1940 (Dänemark, Norwegen) Luftschlacht um England | direkt unterstellt                                          | Wetterkundungsstaffel 5; Kurierstaffel 2; Küstenfliegergruppe 706; Küstenfliegergruppe 906; Kampfgruppe z. b. V. 108; 3./Fernaufklärungsgruppe Ob.d.L. |
| 13. August 1940 (Dänemark, Norwegen) Luftschlacht um England | X. Fliegerkorps                                             | I. und III./Kampfgeschwader 26; I. und III./Kampfgeschwader 30; I./Zerstörergeschwader 76; I. und II./Jagdgeschwader 77; Küstenfliegergruppe 506; 3./Fernaufklärungsgruppe Ob.d.L.; 1./Fernaufklärungsgruppe 120; 1./Fernaufklärungsgruppe 121; Aufklärungsgruppe 22; Wetterstaffel-Kette X. Fliegerkorps |
| 13. August 1940 (Dänemark, Norwegen) Luftschlacht um England | Luftgau-Kommando Norwegen                                   | Luftgau-Nachrichten-Regiment Norwegen; Flugbereitschaft/Luftgau-Kommando Norwegen; Flughafenbereichs-Kommando 20./III; Flughafenbereichs-Kommando 21./III; Flughafenbereichs-Kommando 22./III; Flughafenbereichs-Kommando 23./III; Flughafenbereichs-Kommando 24./III; Flughafenbereichs-Kommando 25./III; Flughafenbereichs-Kommando 26./III                                                                  |
| 22. Juni 1941 (Dänemark, Norwegen)                           | direkt unterstellt                                          | Küstenfliegergruppe 706; 1./Nahaufklärungsgruppe 32; 1./Fernaufklärungsgruppe 120; 1./Fernaufklärungsgruppe 124; Wettererkundungsstaffel 5; Kampfgruppe z.b.V. 108 |
| 22. Juni 1941 (Dänemark, Norwegen)                           | Fliegerführer Nord                                          | Jagdfliegerführer Norwegen; I./Kampfgeschwader 26; II./Kampfgeschwader 30; IV.(Sturzkampf-)/Lehrgeschwader 1 |
| 22. Juni 1941 (Dänemark, Norwegen)                           | Luftgau-Kommando Norwegen                                   | Luftgau-Nachrichten-Regiment Norwegen; Flugbereitschaft/Luftgau-Kommando Norwegen; Flughafenbereichs-Kommando 20./III; Flughafenbereichs-Kommando 21./III; Flughafenbereichs-Kommando 22./III; Flughafenbereichs-Kommando 23./III; Flughafenbereichs-Kommando 24./III; Flughafenbereichs-Kommando 25./III; Flughafenbereichs-Kommando 26./III                                                                  |
| 1. Juni 1942 (Dänemark, Norwegen, Finnland)                  | direkt unterstellt                                          | Wettererkundungsstaffel 5 |
| 1. Juni 1942 (Dänemark, Norwegen, Finnland)                  | Fliegerführer Nord (Ost)                                    | I. und II./Kampfgeschwader 30; II. und 13./Jagdgeschwader 5; I./Sturzkampfgeschwader 5; 3./Kampfgeschwader 26; 1./Seeaufklärungsgruppe 125; 1./Fernaufklärungsgruppe 22; 1./Fernaufklärungsgruppe 124 |
| 1. Juni 1942 (Dänemark, Norwegen, Finnland)                  | Fliegerführer Nord (West)                                   | I./Kampfgeschwader 26; I./Kampfgeschwader 40; 2./Küstenfliegergruppe 906; Bordfliegerstaffel Tirpitz; 1./Fernaufklärungsgruppe 120 |
| 1. Juni 1942 (Dänemark, Norwegen, Finnland)                  | Fliegerführer Lofoten                                       | III./Kampfgeschwader 30; III./Jagdgeschwader 5; 2./Kampfgeschwader 26; 4./Sturzkampfgeschwader 5; Kette 1./Fernaufklärungsgruppe 124 |
| 1. Juni 1942 (Dänemark, Norwegen, Finnland)                  | Jagdfliegerführer Norwegen                                  | I./Jagdgeschwader 5; Jagdgruppe Drontheim |
| 1. Juni 1942 (Dänemark, Norwegen, Finnland)                  | Luftgau-Kommando Norwegen                                   | Kgr. z. b. V. 108; Luftgau-Nachrichten-Regiment Norwegen; Flugbereitschaft/Luftgau-Kommando Norwegen; Flughafenbereichs-Kommando 20./III; Flughafenbereichs-Kommando 21./III; Flughafenbereichs-Kommando 22./III; Flughafenbereichs-Kommando 23./III; Flughafenbereichs-Kommando 24./III; Flughafenbereichs-Kommando 25./III; Flughafenbereichs-Kommando 26./III                                               |
| 1. Juni 1942 (Dänemark, Norwegen, Finnland)                  | Luftgau-Kommando Finnland                                   | Flughafenbereichs-Kommando 27./III; Flughafenbereichs-Kommando 28./III |
| 1. Juni 1942 (Dänemark, Norwegen, Finnland)                  | Seenotdienstführer Norwegen                                 | Seenotbereichskommando VIII; Seenotbereichskommando IX |
| 1. Juli 1943 (Dänemark, Norwegen, Finnland)                  | Fliegerführer Nord (Ost)                                    | 1./Nahaufklärungsgruppe 32; 1./Fernaufklärungsgruppe 124; 1./Fernaufklärungsgruppe 22; Wetterkette; 4./und I. Erg./Sturzkampfgeschwader 5; Stab, Stab II. und Stab III./Jagdgeschwader 5; 11., 13. und 14./Jagdgeschwader 5; Transportgruppe; Stab I./Kampfgeschwader 30; 1.und 3./Küstenfliegergruppe 406 |
| 1. Juli 1943 (Dänemark, Norwegen, Finnland)                  | Fliegerführer Nord (West)                                   | 1./Versuchsverband Ob.d.L; 1./Küstenfliegergruppe 706; 1./Fernaufklärungsgruppe 120; 2./Küstenfliegergruppe 406; Transportstaffel; Stab I./Kampfgeschwader 40; 1./Bordfliegergruppe 196 |
| 1. Juli 1943 (Dänemark, Norwegen, Finnland)                  | Fliegerführer Lofoten                                       | Stab und 2./Küstenfliegergruppe 706; 3./Küstenfliegergruppe 906; 1./Küstenfliegergruppe 406; 1./Fernaufklärungsgruppe 22 |
| 1. Juli 1943 (Dänemark, Norwegen, Finnland)                  | Jagdfliegerführer Norwegen                                  | Stab I./Jagdgeschwader 5; Stab IV./Jagdgeschwader 5 |
| 1. Juli 1943 (Dänemark, Norwegen, Finnland)                  | Luftgau-Kommando Norwegen                                   | 22. Trägergruppe; Flugbereitschaft; Luftdienstkommando Norwegen; Luftgau-Nachrichten-Regiment Norwegen; Flugbereitschaft/Luftgau-Kommando Norwegen; Flughafenbereichs-Kommando 20./III; Flughafenbereichs-Kommando 21./III; Flughafenbereichs-Kommando 22./III; Flughafenbereichs-Kommando 23./III; Flughafenbereichs-Kommando 24./III; Flughafenbereichs-Kommando 25./III; Flughafenbereichs-Kommando 26./III |
| 1. Juli 1943 (Dänemark, Norwegen, Finnland)                  | 13. Flak-Brigade                                            | Flak-Regiment 142, Flak-Regiment 181, Flak-Regiment 229 |
| 1. Juli 1943 (Dänemark, Norwegen, Finnland)                  | 14. Flak-Brigade                                            | Flak-Regiment 83, Flak-Regiment 92, Flak-Regiment 152, Flak-Regiment 162 |
| 17. Juni 1944 (Dänemark, Norwegen, Finnland)                 | direkt unterstellt                                          | Stab/Transportgruppe 20; Seetransport-Flieger-Staffel 2; Seenotstaffel 5; Seenotstaffel 10; Luftdienst-Kommando Norwegen; Luftdienst-Kommando Finnland; Sanitäts-Flugbereitschaft 8 |
| 17. Juni 1944 (Dänemark, Norwegen, Finnland)                 | Kommandierender General der Deutschen Luftwaffe in Finnland | 1./Nachtschlachtgruppe 8; 2./Nachtschlachtgruppe 8; I./Schlachtgeschwader 5; 1./Nahaufklärungsgruppe 32 |
| 17. Juni 1944 (Dänemark, Norwegen, Finnland)                 | Fliegerführer 3                                             | 1./Fernaufklärungsgruppe 124; III./Jagdgeschwader 5; 3./Seeaufklärungsgruppe 130 |
| 17. Juni 1944 (Dänemark, Norwegen, Finnland)                 | Fliegerführer 4                                             | 1./Fernaufklärungsgruppe 22; Aufklärungs-Kette Skagerak; Stab und 2./Seeaufklärungsgruppe 131, 1./Bordfliegergruppe 196 und 1./Fernaufklärungsgruppe 120 |
| 17. Juni 1944 (Dänemark, Norwegen, Finnland)                 | Fliegerführer 5                                             | Stab, 1. und 2./Seeaufklärungsgruppe 130; 1./Küstenfliegergruppe 406; 3./Kampfgeschwader 40 |
| 17. Juni 1944 (Dänemark, Norwegen, Finnland)                 | Jagdfliegerführer Norwegen                                  | Stab/Jagdgeschwader 5, IV./Jagdgeschwader 5, 13.(Z)/Jagdgeschwader 5 |
| 17. Juni 1944 (Dänemark, Norwegen, Finnland)                 | Luftgau-Kommando Norwegen                                   | Luftgau-Nachrichten-Regiment Norwegen; Flugbereitschaft/Luftgau-Kommando Norwegen; Flughafenbereichs-Kommando 20./III; Flughafenbereichs-Kommando 21./III; Flughafenbereichs-Kommando 22./III; Flughafenbereichs-Kommando 23./III; Flughafenbereichs-Kommando 24./III; Flughafenbereichs-Kommando 25./III; Flughafenbereichs-Kommando 26./III                                                                  |
| 17. Juni 1944 (Dänemark, Norwegen, Finnland)                 | 14. Flak-Brigade                                            | Flak-Regiment 83, Flak-Regiment 92, Flak-Regiment 152, Flak-Regiment 162 |